# Kärleksduetten
Kärleksduetten är en amerikansk musikalfilm från 1938 i regi av W.S. Van Dyke. Filmen bygger på operetten Sweethearts från 1913 av Victor Herbert (musik) och Robert B. Smith (text). Filmen är gjord i technicolor.

## Rollista
- Jeanette MacDonald - Gwen
- Nelson Eddy - Ernest
- Frank Morgan - Felix Lehman
- Ray Bolger - Hans
- Florence Rice - Kay Jordan
- Mischa Auer - Leo Kronk
- Herman Bing - Oscar Engel
- George Barbier - Benjamin Silver
- Reginald Gardiner - Norman Trumpett
- Fay Holden - Hannah
- Allyn Joslyn - Dink
- Lucile Watson - Mrs. Marlowe
- Gene Lockhart - Augustus
- Kathleen Lockhart - Amilia
- Berton Churchill - Sheridan
- Terry Kilburn - Brother
- Raymond Walburn - Orlando
- Olin Howland - Appleby